# Alberto Quintano
Alberto Fernando Quintano Ralph (Santiago de Chile, 26 de abril de 1946) es un exfutbolista, entrenador y directivo chileno. Se desempeñó como defensa central y, de acuerdo a la mayoría de los especialistas, es considerado uno de los mejores futbolistas de Chile en la historia, así como uno de los defensores de fútbol y deportistas chilenos más destacados.
Durante su carrera, militó entre clubes de Chile y el Cruz Azul de México. Es un «jugador histórico» de la Universidad de Chile —ganó tres títulos de la Primera División, dos títulos del Metropolitano, una Copa Chile, una Liguilla Pre-Libertadores y la Copa Francisco Candelori— formando parte de la última etapa del Ballet Azul. Por otro lado, con el equipo mexicano —ganó tres títulos de la Primera División, una Copa de Campeones y el Campeón de Campeones— siendo considerado como uno de los mejores futbolistas extranjeros en la historia de la liga y una de las máximas leyendas del cuadro azteca. Con la selección chilena —disputó la Copa Mundial en 1974 y una final de la Copa América en 1979—. Se retiró con el Magallanes en 1982.
Recibió en 1967 el Cóndor de Bronce al mejor deportista del fútbol profesional de Chile. Durante su primera etapa con la «U» formó parte en cinco ocasiones del equipo ideal de la liga chilena, siendo nombrado el mejor central por izquierda del país. El 29 de mayo de 2017, fue reconocido con el premio al juego limpio, entregado por primera vez por el Instituto Nacional del Fútbol y la Universidad San Sebastián en una ceremonia realizada en el marco del seminario «Fútbol, escuela de vida». El 9 de septiembre de 2021, fue incluido por la IFFHS en el equipo ideal de todos los tiempos de la selección chilena.

## Trayectoria

### Como jugador

#### Universidad de Chile
Nacido en Santiago de Chile, arribó a los 15 años con la Universidad de Chile, luego de probarse en el Estadio de Recoleta, integrándose a la primera infantil y posteriormente a la juvenil. En plena época del periodo denominado Ballet Azul, siendo uno de los mejores cadetes y, con apenas 19 años, el técnico Luis Álamos depositó su confianza y lo hizo debutar el 19 de febrero de 1966 en la triunfo 3 a 0 frente a La Calera, en lo que fue la fecha 33 del campeonato de 1965, año en que el equipo se hizo con un nuevo título.
Aprovechó la oportunidad en 1966, cuando gran parte del equipo partió a Inglaterra a disputar el mundial, y se afirmó en el puesto. Al año siguiente y siendo una pieza fundamental, obtuvo su segundo título y fue reconocido como el mejor deportista del fútbol profesional de Chile. En 1968 fue seleccionado por la FIFA para integrar la selección Resto del Mundo frente a la selección de fútbol de Brasil en partido a jugarse en noviembre en el Estadio Maracaná. Sin embargo debido a una lesión en el peroné que lo alejó más de un mes de las canchas, debió perderse el duelo internacional.
Entre 1968 y 1969 fue un baluarte para la obtención de dos metropolitanos, un tercer título de liga y la Copa Francisco Candelori. En 1970 tuvo una destacada participación en la Copa Libertadores, donde alcanzaron la ronda de semifinales, siendo eliminados por el Peñarol de Uruguay y formando parte del equipo ideal del torneo. Con apenas 5 años como profesional, Quintano ya se había consolidado como el mejor defensor del fútbol chileno y era ya un habitual con La Roja, era momento de una nueva etapa. 

#### Cruz Azul
A finales de la década de 1960 tuvo ofertas de River Plate de Argentina, un equipo importante de España, el Lille de Francia, y el América de México, pero terminó firmando con el Cruz Azul a mediados de 1971, siendo el primer extranjero en la historia del equipo.
En una época de reinvención del equipo, Guillermo Álvarez Macías, director general del Cruz Azul de México en aquella época, y Raúl Cárdenas, entrenador en turno, viajaron a Sudamérica en busca de refuerzos en posiciones específicas para formar un plantel competitivo. Estuvieron presentes en un partido entre el seleccionado chileno y el paraguayo, para observar a Eladio Vera, y terminaron decantándose también por Quintano. Hizo su debut con el equipo el 4 de diciembre de 1971 en el triunfo 3 a 0 ante el Zacatepec en el Estadio Azteca. El 19 de abril de 1972 levanta su primer título en tierras aztecas, luego de vencer al Alajuelense de Costa Rica 5-1 en el desempate por la Copa de Campeones de la Concacaf, con lo que se convertían en tricampeones del área.
Ese año alcanzaban la final por el título, luego de vencer al Guadalajara en semifinales con 2-1 en el marcador global. Se enfrentaban al América, donde se encontraban sus compatriotas Roberto Hodge, antiguo compañero en la Universidad de Chile, y Carlos Reinoso. En ese partido Quintano, junto a Miguel Marín y Javier Guzmán, lograron anular la ofensiva de los de amarillo y se consagraban campeones de liga por tercera ocasión en la historia del equipo con el 4 a 1 final. Con el campeonato de zona logrado, disputaban la Copa Interamericana ante el Nacional de Uruguay, que venía de ser campeón del mundo, donde terminaron cayendo con 3-2 en el global.
En la 1972-73 alcanzaban nuevamente la final tras quedar primeros en la tabla general y vencer al Atlas en las semifinales. Tuvieron que disputar un partido de desempate por el título frente al León, luego de terminar 1-1 y 0-0 la vuelta respectivamente. Se quedaban con el campeonato en el encuentro jugado en el Estadio Cuauhtémoc el 19 de junio de 1973 con la victoria 2-1 en tiempos extras. Se hacían con el tricampeonato al año siguiente frente al Atlético Español con 4-2 en el marcador global, siendo Quintano un pilar en la época dorada de la «Máquina». Tras caer en el campeonato de copa ante el América, disputaban el Campeón de Campeones ante el mismo. Alberto se tuvo que ausentar por una lesión que lo aquejaba, y con el dos a uno definitivo, obtenía su quinto y último título con los cementeros.
En los siguientes años el equipo perdió enfoque y, aunque avanzaron a las fases finales en todos los campeonatos, no consiguió volver a levantar el título con Quintano en la cancha. Se despedía del equipo y del fútbol mexicano el 8 de enero de 1977, en un homenaje en el Estadio Azteca, siendo el primer jugador del club que recibió una ceremonia de este tipo, aunque no pudo terminarla y, entre lágrimas, se negó a dar la vuelta olímpica.

#### Regreso a Chile y retiro
Ídolo en México, regresaba a la Universidad de Chile para el campeonato de 1977, haciendo la dupla de centrales con Manuel Pellegrini, donde el equipo finalizó en la quinta posición del torneo nacional, además de quedar eliminado en fase de grupos de la Copa Libertadores. En tanto en 1978, se ubicó 7° del campeonato chileno.
Luego, en 1979, el club se tituló campeón de la Copa Chile al derrotar en la final a Colo-Colo por 2-1. Un año más tarde, en 1980, la «U» fue subcampeón del campeonato nacional y el 3 de enero de 1981 ganó la Liguilla Pre-Libertadores en un partido definitorio nuevamente por 2-1 contra Colo-Colo, siendo este el último título de Quintano como profesional, terminando sus días como jugador entre Universidad Católica y Magallanes.

### Como entrenador
Tras el retiro, luego de dirigir un periodo las divisiones inferiores de Universidad de Chile,  en 1983 tomó el cargo de entrenador de Cruz Azul, como reemplazo de la gestión de Enrique Meza y Miguel Marín. Hace su debut el 4 de septiembre en la derrota 2 a 1 ante Toluca. Hasta 1986, disputó un total de 82 partidos, con 29 victorias, 32 empates y 21 derrotas.
Continuó dirigiendo en Chile hasta 1991, dirigiendo a los equipos de Everton, La Serena y a la Universidad de Chile en dos etapas, donde primero se haría cargo de las divisiones juveniles y después del primer equipo.

### Como dirigente
Más tarde, comenzaría su etapa como directivo, siendo elegido a mediados de 1993 como director general de las categorías interiores de la Universidad de Chile. De 1996 a 1998 desempeñó como gerente técnico de la Asociación Nacional de Fútbol Profesional, participando en las eliminatorias sudamericanas para Francia 1998, y durante la contienda mundialista con el seleccionado. En el 2000, asume la cátedra de fútbol como docente del Instituto Nacional del Fútbol, donde también ejerció, de 2001 a 2009, como director de la Carrera Profesional de Entrenador de Fútbol. De junio de 2009 a mayo de 2013, Quintano fue director deportivo de Cruz Azul, llegando bajo su gestión jugadores como Jesus Corona, Christian Giménez, Emanuel Villa y Luis Amaranto Perea, consiguiendo romper la sequía de títulos oficiales del equipo con la Copa México lograda en 2013, obteniendo también dos subcampeonatos de liga y uno de la Liga de Campeones de la Concacaf.
El 4 de abril de 2014, Universidad de Chile sumó a Quintano como Administrador Deportivo de Azul Azul, empresa concesionaria del club. Bajo su gestión el equipo conquistó el Apertura 2014, y los campeonatos de copa y supercopa en 2015. Sin embargo, el 4 de mayo de 2016 se oficializó su salida de la directiva, donde Quintano argumentó que tuvo escasa influencia en lo que él consideraba decisiones importantes en el equipo.

## Selección nacional
Debutó en la Selección Chilena el 15 de agosto de 1967, bajo la dirección de Alejandro Scopelli, en un encuentro amistoso ante Argentina en el Estadio Nacional. Disputó varios duelos de este tipo, ganándose un puesto en la zaga, y compitió en las eliminatorias a México 1970, sumando cuatro presencias. Volvió a repetir su actuación, pero esta vez para el mundial de Alemania 1974, siendo clave en la clasificación al torneo planetario, teniendo una gran actuación en la ida del repechaje contra la Unión Soviética en Moscú donde, gracias a una brillante labor en la defensa, la selección chilena logró empatar cero a cero y entrar al mundial de los teutones.
En dicha Copa del Mundo hizo dupla en defensa con Elías Figueroa, y ambos fueron ampliamente elogiados por su contundencia en la zaga nacional durante la competencia. Hizo un mundial sobresaliente, actuando como el líder en la defensa y jugando los tres partidos de la fase de grupos, siendo recordada su actuación ante Alemania
Democrática, donde, hasta el día de hoy, Quintano tiene el récord de conseguir hasta 9 jugadas bloqueadas en un partido de la contienda mundial.
Con la copa, Quintano se consolidó como uno de los mejores jugadores chilenos de la historia y, junto a Figueroa, la mejor defensa de la roja. Tres años más tarde, volvió a participar en un proceso clasificatorio, para el mundial de Argentina 1978, para el cual sumó cuatro titularidades. En 1979, sumó dos presencias en la Copa América –sin sede–, donde Chile obtuvo el subcampeonato y Quintano se despidió del seleccionado precisamente en el segundo encuentro que disputó: la final de ida ante Paraguay el 28 de noviembre, en Asunción, con un total 49 partidos entre 1967 y 1979.

### Participaciones en Copas del Mundo
| Torneo       | Sede                | Resultado    | Part. |
| ------------ | ------------------- | ------------ | ----- |
| Mundial 1974 | Alemania Occidental | Primera fase | 3     |

### Participaciones en Copa América
| Torneo            | Sede          | Resultado  | Part. |
| ----------------- | ------------- | ---------- | ----- |
| Copa América 1979 | Sin sede fija | Subcampeón | 2     |

### Participaciones en fases clasificatorias
| Clasif.              | Sede                | Resultado   | Pos. | Part. |
| -------------------- | ------------------- | ----------- | ---- | ----- |
| Clasif. Mundial 1970 | México              | Eliminado   | 6º   | 4     |
| Clasif. Mundial 1974 | Alemania Occidental | Clasificado | 2º   | 5     |
| Clasif. Mundial 1978 | Argentina           | Eliminado   | 4º   | 4     |

## Clubes

### Como jugador
| Club                 | País   | Año       |
| -------------------- | ------ | --------- |
| Universidad de Chile | Chile  | 1965-1971 |
| Cruz Azul            | México | 1971-1977 |
| Universidad de Chile | Chile  | 1977-1981 |
| Universidad Católica | Chile  | 1981      |
| Magallanes           | Chile  | 1982      |

### Como entrenador
| Club                 | País   | Año       |
| -------------------- | ------ | --------- |
| Cruz Azul            | México | 1983-1985 |
| Everton              | Chile  | 1986      |
| Universidad de Chile | Chile  | 1987-1988 |
| Deportes La Serena   | Chile  | 1988-1989 |
| Universidad de Chile | Chile  | 1991      |

## Estadísticas
Estadística correspondiente a su desempeño en Universidad de Chile y Cruz Azul.
| Universidad de Chile · Chile |               |               |     |    |    |    |    |     |     |    |
| 1.ª | 1965          | 1             | 0   | -  | -  | -  | -  | 1   | 0   |    |
| 1.ª | 1966          | 30            | 1   | -  | -  | -  | -  | 30  | 1   |    |
| 1.ª | 1967          | 32            | 0   | -  | -  | -  | -  | 32  | 0   |    |
| 1.ª | 1968          | 24            | 0   | -  | -  | 6  | 0  | 30  | 0   |    |
| 1.ª | 1969          | 35            | 0   | -  | -  | -  | -  | 35  | 0   |    |
| 1.ª | 1970          | 35            | 0   | -  | -  | 16 | 0  | 51  | 0   |    |
| 1.ª | 1971          | 22            | 0   | -  | -  | -  | -  | 22  | 0   |    |
| 1.ª | 1977          | 35            | 2   | -  | -  | 6  | 0  | 41  | 2   |    |
| 1.ª | 1978          | 34            | 2   | -  | -  | -  | -  | 34  | 2   |    |
| 1.ª | 1979          | 36            | 0   | 14 | 1  | -  | -  | 50  | 1   |    |
| 1.ª | 1980          | 41            | 1   | 8  | 0  | -  | -  | 49  | 1   |    |
| 1.ª | 1981          | -             | -   | -  | -  | 6  | 1  | 6   | 1   |    |
| Total club | Total club    | 325           | 6   | 22 | 1  | 34 | 1  | 381 | 8   |    |
| Cruz Azul · México |               |               |     |    |    |    |    |     |     |    |
| 1.ª | 1971-72       | ?             | ?   | -  | -  | -  | -  | ?   | ?   |    |
| 1.ª | 1972-73       | ?             | ?   | -  | -  | 2  | 0  | 2   | 0   |    |
| 1.ª | 1973-74       | ?             | ?   | -  | -  | -  | -  | ?   | ?   |    |
| 1.ª | 1974-75       | ?             | 1   | -  | -  | -  | -  | ?   | 1   |    |
| 1.ª | 1975-76       | 36            | 1   | -  | -  | -  | -  | 36  | 1   |    |
| 1.ª | 1976-77       | 17            | 0   | -  | -  | -  | -  | 17  | 0   |    |
| Total club | Total club    | 53            | 2   | ?  | ?  | 2  | 0  | 55  | 2   |    |
| Total carrera | Total carrera | Total carrera | 378 | 8  | 22 | 1  | 36 | 1   | 436 | 10 |
| (1) Incluye datos de las instancias definitorias contempladas en las bases de cada competición. (2) Incluye datos de la Copa Chile (1979-1980) y Copa México. (3) Incluye datos de la Copa Libertadores de América (1968-1981) y Copa Interamericana (1972). |               |               |     |    |    |    |    |     |     |    |

## Palmarés y distinciones

### Títulos como jugador

#### Campeonatos locales
| Título               | Equipo               | País  | Año  |
| -------------------- | -------------------- | ----- | ---- |
| Torneo Metropolitano | Universidad de Chile | Chile | 1968 |
| Torneo Metropolitano | Universidad de Chile | Chile | 1969 |

#### Campeonatos nacionales
| Título                   | Equipo               | País   | Año     |
| ------------------------ | -------------------- | ------ | ------- |
| Primera División         | Universidad de Chile | Chile  | 1965    |
| Primera División         | Universidad de Chile | Chile  | 1967    |
| Copa Francisco Candelori | Universidad de Chile | Chile  | 1969    |
| Primera División         | Universidad de Chile | Chile  | 1969    |
| Primera División         | Cruz Azul            | México | 1971-72 |
| Primera División         | Cruz Azul            | México | 1972-73 |
| Primera División         | Cruz Azul            | México | 1973-74 |
| Campeón de Campeones     | Cruz Azul            | México | 1973-74 |
| Copa Chile               | Universidad de Chile | Chile  | 1979    |

#### Campeonatos internacionales
| Título            | Equipo    | Sede   | Año  |
| ----------------- | --------- | ------ | ---- |
| Copa de Campeones | Cruz Azul | México | 1971 |

### Títulos como gerente deportivo

#### Campeonatos nacionales
| Título             | Equipo               | País   | Año  |
| ------------------ | -------------------- | ------ | ---- |
| Copa México        | Cruz Azul            | México | 2013 |
| Primera División   | Universidad de Chile | Chile  | 2014 |
| Supercopa de Chile | Universidad de Chile | Chile  | 2015 |
| Copa Chile         | Universidad de Chile | Chile  | 2015 |

### Distinciones individuales
| Distinción | Año  |
| --- | ---- |
| Cóndor de Bronce | 1967 |
| Equipo Ideal de la Liga Chilena                                                                                                 | 1967 |
| Mejor Central Izquierdo del Fútbol Chileno                                                                                      | 1967 |
| 2º Mejor Jugador del año de la Liga Chilena                                                                                     | 1967 |
| Equipo Ideal de la Liga Chilena                                                                                                 | 1968 |
| Mejor Central Izquierdo del Fútbol Chileno                                                                                      | 1968 |
| Equipo Ideal de la Liga Chilena                                                                                                 | 1969 |
| Mejor Central Izquierdo del Fútbol Chileno                                                                                      | 1969 |
| Mejor Central Izquierdo de la Copa Libertadores                                                                                 | 1970 |
| Equipo Ideal de la Liga Chilena                                                                                                 | 1970 |
| Mejor Central Izquierdo del Fútbol Chileno                                                                                      | 1970 |
| Equipo Ideal de la Liga Chilena                                                                                                 | 1971 |
| Mejor Central Izquierdo del Fútbol Chileno                                                                                      | 1971 |
| Mejor deportista del Fútbol Profesional de Chile                                                                                | 1971 |
| Récord de mayor cantidad de entradas defensivas en un partido la Copa del Mundo Juego de Chile contra Alemania Oriental en 1974 | 1974 |
| Salón de la Fama de Cruz Azul                                                                                                   | 2005 |
| Homenaje a la trayectoria por Cruz Azul                                                                                         | 2009 |
| Homenaje a mundialistas de todos los tiempos por ANFP                                                                           | 2009 |
| Incluido dentro de las 50 mejores figuras históricas de Universidad de Chile por AS.com                                         | 2016 |
| Incluido dentro de los 10 jugadores que han marcado la historia de Universidad de Chile                                         | 2016 |
| Premio Fair Play | 2017 |
| Incluido dentro de los mayores referentes históricos de Universidad de Chile                                                    | 2017 |
| Homenaje a la trayectoria por Universidad de Chile                                                                              | 2019 |
| Once Histórico de la Selección Chilena                                                                                          | 2021 |

| Predecesor: Enrique Meza   | Director Técnico de Cruz Azul 1983            | Sucesor: Héctor Pulido     |
| Predecesor: Leonel Sánchez | Director Técnico de Universidad de Chile 1987 | Sucesor: Manuel Pellegrini |
| Predecesor: Pedro Morales  | Director Técnico de Universidad de Chile 1991 | Sucesor: Arturo Salah      |